# چشم (فیلم ۲۰۰۸)
چشم (به انگلیسی: The Eye) یک فیلم ترسناک و فراطبیعی به کارگردانی داوید مورو و خاوید پالود است که توسط سباستین گوتیرز فیلبرداری شده، با بازی جسیکا آلبا ، پارکر پوزی ،الساندرو نیوولا و راده شِربه‌جیا است که در سال ۲۰۰۸ میلادی اکران عمومی شد . این فیلم بازسازی فیلمی ژاپنی به همین نام ساخته برادران پانگ می‌باشد .

## داستان
داستان فیلم درباره زنی به نام سیدنی ولز است،او یک نوازنده ویولن در یک گروه مطرح است که در دوران کودکی طی یک حادثه تلخ هنگام بازی با خواهر بزرگترش کور شده است و در حال حاضر با وجود کوری زندگی کاملاً مستقلی دارد تا اینکه یک اهدا کننده قرنیه برای او پیدا میشود و پیوند قرنیه به خوبی انجام میشود و سیدنی بینایی خود را دوباره به دست می آورد ولی خوشحالی او بعد از این اتقاق زیاد طول نمی‌کشد چشمهای اهدایی به او چیزی فراتر از یک چشم معمولی هستند و چیزهایی را میبینند که برای سیدنی قابل درک نیستند و همین امر باعث میشود که سیدنی به دنبال هویت اهدا کننده قرنیه خود برود..

## بازیگران
- جسیکا آلبا،آلساندرو نیولا،پارکر پوزی

## اکران در ایران
چشم در سال ۱۳۸۸ در ایران نیز اکران عمومی گشت که بازتاب فراوانی داشت .